# Università di León
L'Università di León (Universidad de León in spagnolo, Universidá de Llión in leonese) è un'università con sede nella città di León, in Spagna.
Quest'università possiede due campus, uno a León e un altro a Ponferrada (provincia di León), per un totale di oltre 10.000 studenti.
L'Università di León prevede corsi di studi per facoltà quali Economia, Diritto, Filologia, Storia, Ingegneria Industriale, Agraria, Veterinaria e Scienze Biologiche.